# Lista de deputados estaduais do Pará da 3.ª legislatura
Essa é uma lista de deputados estaduais do Pará eleitos para o período 1955-1959. 37 deputados.

## Composição das bancadas
| Partido | Líder                    | Bancada | Posição      |
| ------- | ------------------------ | ------- | ------------ |
| PSD     | Nelson Parijós           | 12 / 37 | Governo      |
| PSP     | Abel Nunes de Figueiredo | 9 / 37  | Oposição     |
| PTB     | Efraim Ramiro Bentes     | 6 / 37  | Governo      |
| UDN     | José Manoel Ferreira     | 5 / 37  | Oposição     |
| PRP     | Pedro Boulhosa Sobrinho  | 3 / 37  | Independente |
| PR      | José Neves Acioli Ramos  | 2 / 37  | Governo      |

## Deputados estaduais
| Número | Deputados estaduais eleitos          | Partido | Votação | Percentual | Cidade onde nasceu   | Unidade federativa |
| 22495  | Abel Martins e Silva                 | UDN     | 1.281   | 0,43%      | Belém                | Pará               |
| 46920  | Abel Nunes de Figueiredo             | PSP     | 2.816   | 0,94%      | Soure                | Pará               |
| 41186  | Acindino Pinheiro de Campos          | PSD     | 2.664   | 0,89%      | Curuçá               | Pará               |
| 44664  | Aníbal Duarte d'Oliveira             | PRP     | 1.889   | 0,63%      | Salvador             | Bahia              |
| 14734  | Antônio Vilhena de Souza             | PTB     | 1.749   | 0,58%      | Itaituba             | Pará               |
| 41903  | Armando Rodrigues Carneiro           | PSD     | 1.837   | 0,61%      | Tocantinópolis       | Tocantins          |
| 22803  | Avelino Máximo Martins               | UDN     | 1.330   | 0,44%      | Redenção             | Pará               |
| 41898  | Benedito José de Carvalho            | PSD     | 2.365   | 0,79%      | Moju                 | Pará               |
| 22642  | Clóvis Ferro Costa                   | UDN     | 2.153   | 0,72%      | Passagem Franca      | Maranhão           |
| 41620  | Dionysio Octávio Bentes de Carvalho  | PSD     | 2.068   | 0,69%      | Capanema             | Pará               |
| 46888  | Edward Cattete Pinheiro              | PSP     | 2.772   | 0,93%      | Monte Alegre         | Pará               |
| 14887  | Efraim Ramiro Bentes                 | PTB     | 986     | 0,33%      | Paragominas          | Pará               |
| 14504  | Elias Ribeiro Pinto                  | PTB     | 3.142   | 1,05%      | Santarém             | Pará               |
| 46546  | Fernando Rebelo Magalhães            | PSP     | 2.823   | 0,94%      | Tucuruí              | Pará               |
| 41644  | Francisco Siqueira Mendes Pereira    | PSD     | 2.648   | 0,88%      | Cametá               | Pará               |
| 14663  | Geraldo Manso Palmeira               | PTB     | 874     | 0,29%      | Belém                | Pará               |
| 41689  | João Pires Camargo                   | PSD     | 2.377   | 0,79%      | Abaetetuba           | Pará               |
| 46872  | Joaquim Serrão de Castro Filho       | PSP     | 1.556   | 0,52%      | Belém                | Pará               |
| 41823  | Jorge Daniel Souza Ramos             | PSD     | 1.927   | 0,64%      | Bragança             | Pará               |
| 20166  | José Ciríaco Gurjão Sampaio          | PR      | 1.310   | 0,44%      | Novo Repartimento    | Pará               |
| 46878  | José Jacintho Aben-Athar             | PSP     | 1.844   | 0,61%      | Gurupá               | Pará               |
| 22783  | José Manuel Reis Ferreira            | UDN     | 1.548   | 0,52%      | Tailândia            | Pará               |
| 20520  | José Neves Acioli Ramos              | PR      | 1.315   | 0,44%      | Oriximiná            | Pará               |
| 41891  | Luís Geolás de Moura Carvalho        | PSD     | 2.663   | 0,89%      | Belém                | Pará               |
| 44568  | Manoel Cassiano de Lima              | PRP     | 1.800   | 0,60%      | Santana do Araguaia  | Pará               |
| 41547  | Max Nelson de Parijós                | PSD     | 2.520   | 0,84%      | Cametá               | Pará               |
| 41942  | Pedro Augusto de Moura Palha         | PSD     | 2.007   | 0,67%      | Belém                | Pará               |
| 44228  | Pedro Boulhosa Sobrinho              | PRP     | 1.952   | 0,65%      | Santa Izabel do Pará | Pará               |
| 46161  | Raimundo da Costa Chaves             | PSP     | 1.961   | 0,65%      | Breu Branco          | Pará               |
| 41129  | Raimundo Maurício da Silva Neves     | PSD     | 2.024   | 0,68%      | Tomé-Açu             | Pará               |
| 41793  | Santino Sirotheau Corrêa             | PSD     | 4.209   | 1,41%      | Santarém             | Pará               |
| 14694  | Silas Pestana Pinheiro               | PTB     | 902     | 0,30%      | Ipixuna do Pará      | Pará               |
| 46216  | Simpliciano Fernandes de Medeiros Jr | PSP     | 2.483   | 0,83%      | Igarapé-Miri         | Pará               |
| 46914  | Stélio Maroja                        | PSP     | 2.218   | 0,74%      | Bragança             | Pará               |
| 14987  | Waldemir Alves de Santana            | PTB     | 3.470   | 1,16%      | Manaus               | Amazonas           |
| 46908  | Victor Hilário da Paz                | PSP     | 1.947   | 0,65%      | Santarém             | Pará               |
| 22558  | Wilson Pedrosa Amanajás              | UDN     | 1.494   | 0,50%      | Marabá               | Pará               |